# Fogaspontyalakúak
A fogasponty-alakúak (Cyprinodontiformes) a sugarasúszójú csontos halak közé tartozó rend. Legismertebb képviselője a guppi.
A halak fejlődéstörténeti és összehasonlító anatómiai vizsgálatai folyamán (Rosen, 1964), a fogaspontyfélék származástani rokonságukat tekintve a kalászhalalakúak (Atheriniformes) rend fajaival mutat nagy hasonlóságot. Ezt erősítette meg az új technika, a molekuláris genetikai vizsgálatok sorozata (Nelson, 2006), amely eldöntött egy régi halosztályozási rendellenességet, Percomorpha.
Jellemző tulajdonságaik: a zárt úszóhólyag, az apró cycloid, ritkán ktenoid pikkelyek (amelyek néha még a fejre is ráhúzódnak), és az egy hátúszó, amelyben általában lágy, de néha kemény úszósugár is előfordulhat.

## Rendszerezésük
A rendbe az alábbi családok tartoznak
- Négyszemű halfélék (Anablepidae)
- Aplocheilidae
- Ikrázó fogaspontyok (Cyprinodontidae)
- Fundulidae
- Magashegyi fogaspontyok (Goodeidae)
- Elevenszülő fogaspontyfélék (Poeciliidae)
- Profundulidae
- Rivulidae
- Valenciidae